# Kieferngarten (metropolitana di Monaco di Baviera)
Kieferngarten è una stazione di metropolitana di Monaco di Baviera inaugurata il 19 ottobre 1971.
È servita dalla linea U6, ed ha quattro binari.